# Emphusis bulbifera
Emphusis bulbifera är en insektsart som beskrevs av William D. Funkhouser 1927. Emphusis bulbifera ingår i släktet Emphusis och familjen hornstritar. Inga underarter finns listade i Catalogue of Life.